# クレオパトラ (アルテミジア・ジェンティレスキ、ミラノ)
『クレオパトラ』（伊: Cleopatra、英: Cleopatra）は、イタリア・バロック期の女性画家アルテミジア・ジェンティレスキが1611-1612年にキャンバス上に油彩で制作したとされる絵画である。現在、ミラノのエトロ (Etro)・コレクションに所蔵されている。 この絵画はまぎれもなくジェンティレスキの工房で制作されたものであるが、アルテミジアの手になるのか、父オラツィオ・ジェンティレスキの手になるのかは議論されている。

## 作品

### 主題

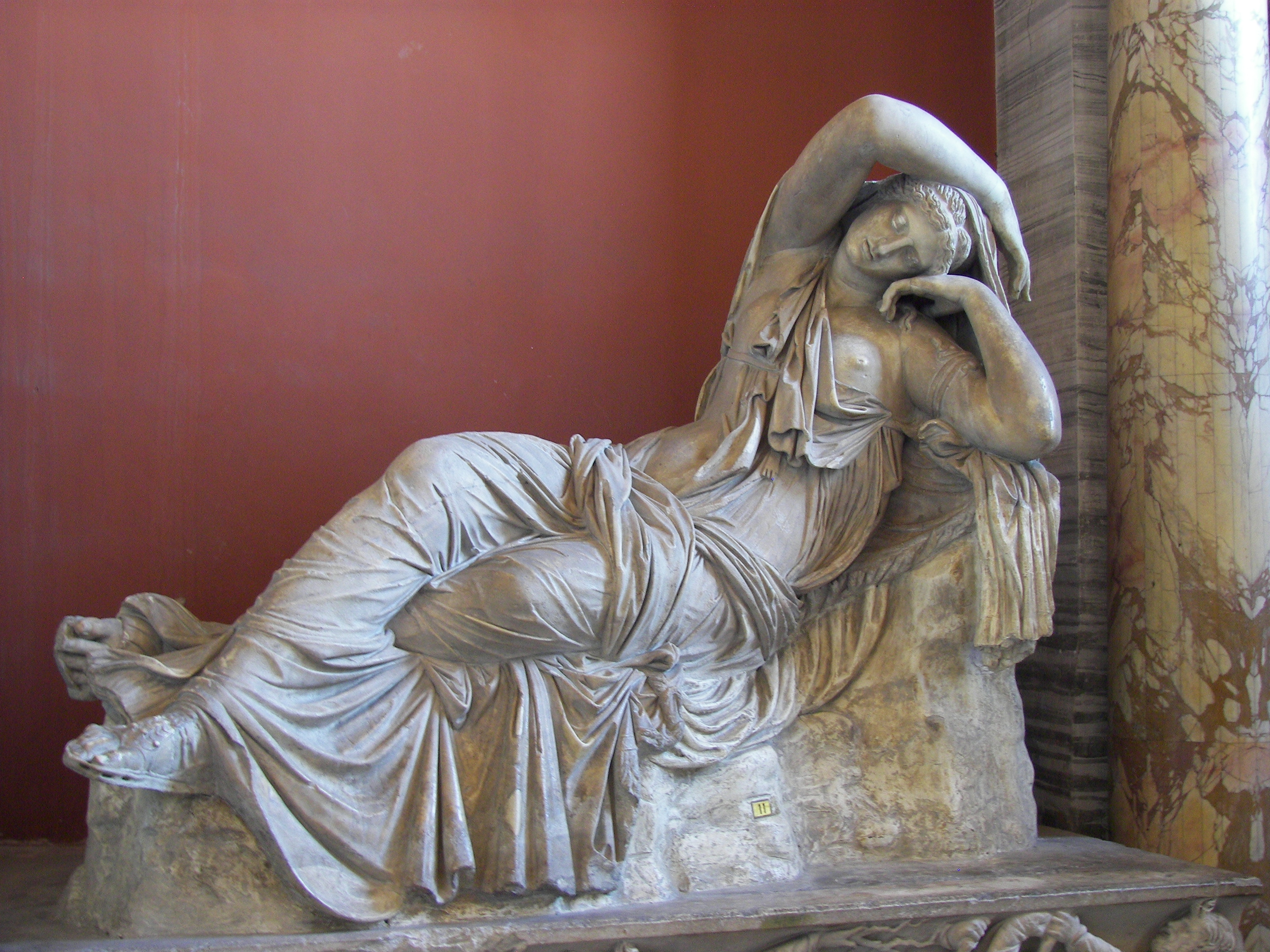
『眠るアリアドネ』 (紀元前2世紀)、ヴァチカン美術館、ローマ)

この絵画はエジプトの女王クレオパトラ7世が自身を毒ヘビにさらし、1人で自殺する前の姿を描いている。クレオパトラの愛人で、後に夫となるマルクス・アントニウス率いる古代ローマ軍とエジプト軍は、オクタウィアヌス率いる古代ローマ軍の軍勢に対し相次ぐ敗北を喫した。アントニウスが命を落とすと、すべてを失ったことを悟ったクレオパトラは自害する。当時の画家たちにとって、この逸話は一般的な主題で、画家はエジプトコブラの咬傷による彼女の死を記述した古代ローマの著述家プルタルコスの『対比列伝（英雄伝）』を参照したのかもしれない。画中のクレオパトラのポーズは、今日『眠るアリアドネ』 (ヴァチカン美術館、ローマ) として知られる古代彫刻にもとづいているが、この彫刻は腕にヘビのような宝石を着けたクレオパトラを表したものだと考えられていた。

### 帰属
アルテミジアが画業を始めたころ、父親のオラツィオと緊密に共同制作をしていたことをふまえ、美術史家たちは本作の帰属について考察を巡らせてきた。キース・クリスティアンセン (Keith Christiansen) は、オラツィオが名声を馳せた布地の描写のすばらしさによりオラツィオの作品であると主張している。メアリー・D・ギャランド (Mary D. Garrard) は、作品に見られる強い感情的特質によりアルテミジアへの帰属を支持している。また、レティジィア・トリーヴス (Letizia Treves) は、リアルな女性の姿態をアルテミジアに帰属する決定的な証拠として挙げている。

## 歴史
この絵画は、1640-1641年にピエトロ・ジェンティーレ (Pietro Gentile) のコレクションにあったことが知られ、ジェノヴァのパラッツォ・ジェンティーレに 『ルクレティア』とともに掛けられていた。19世紀初頭までジェンティーレ家のコレクションにとどまっていたが、次いでアドルノ (Adorno)・コレクションに入った。1971年にはモランドッティ (Morandotti) ・コレクションに現れ、同コレクションから2001年の展覧会に貸し出されている。1967-1978年の間に大掛かりな修復作業が行われ、描写における色彩の深みと技術が明らかとなった。また、修復家たちは、後に付け足されたと見られた画面上部のキャンバスの一辺を取り除いた。2004年4月、作品はミラノのジェロラモ・エトロ・コレクションに取得されている。